# Будаи, Кристиан
Кристиан Будаи (венг. Budai Krisztián; род. 22 февраля 1979, Будапешт) — венгерский хоккеист, вратарь сборной Венгрии и клуба «Ференцварош».

## Карьера

### Клубная
В возрасте 10 лет дебютировал в составе клуба «Ференцварош». В 1997 году перешёл в «Альба Волан» и защищал ворота этой команды больше 10 лет.  После истечения контракта перешёл в «Кежмарок», откуда ушёл через сезон обратно в «Ференцварош». С 2011 по 2013 года выступал за команду «Мишкольц Эгешмедве». В 2013 году в третий раз вернулся в «Ференцварош».

### В сборной
В сборной дебютировал в 1999 году и сыграл 110 игр. В основу команды он попал, несмотря на жёсткую конкуренцию с Золтаном Хетеньи. Был заявлен на чемпионат мира 2009 года, но не сыграл там ни одного матча. Позднее завершил карьеру в сборной, сконцентрировавшись на играх за клуб.